# Gibson Mon-Auto Company
Gibson Mon-Auto Company war ein US-amerikanischer Hersteller von Motorrädern.

## Unternehmensgeschichte
Hugo C. Gibson hatte bereits das Autoped entworfen und mit seiner Autoped Company of America hergestellt. 1915 gründete er das neue Unternehmen in New York City. Im selben Jahr begann die Produktion von Motorrädern. Der Markenname lautete Mon Auto. In dem Jahr wurde das Fahrzeug auch auf der Motorrad- und  Fahrradausstellung in New York präsentiert. 1920 endete die Produktion. 1922 wurde das Unternehmen aufgelöst.
Weitere Quellen bestätigen die Vermarktung von 1915 bis 1920.

## Fahrzeuge
Das einzige Modell war eine Weiterentwicklung des Autoped. Der Motor war am Hinterrad. Darüber war ein Sattel angebracht. Ein dickes Rohr oberhalb der beiden Räder verband das vordere Teil des Fahrzeugs mit dem hinteren. Dies waren wesentliche Unterschiede zum Autoped, der ein früher Motorroller mit Frontmotor, Frontantrieb und ohne Sattel war. Der Motor war ein Viertaktmotor, der 2,5 PS leistete.